# 莫洛奇内溺谷

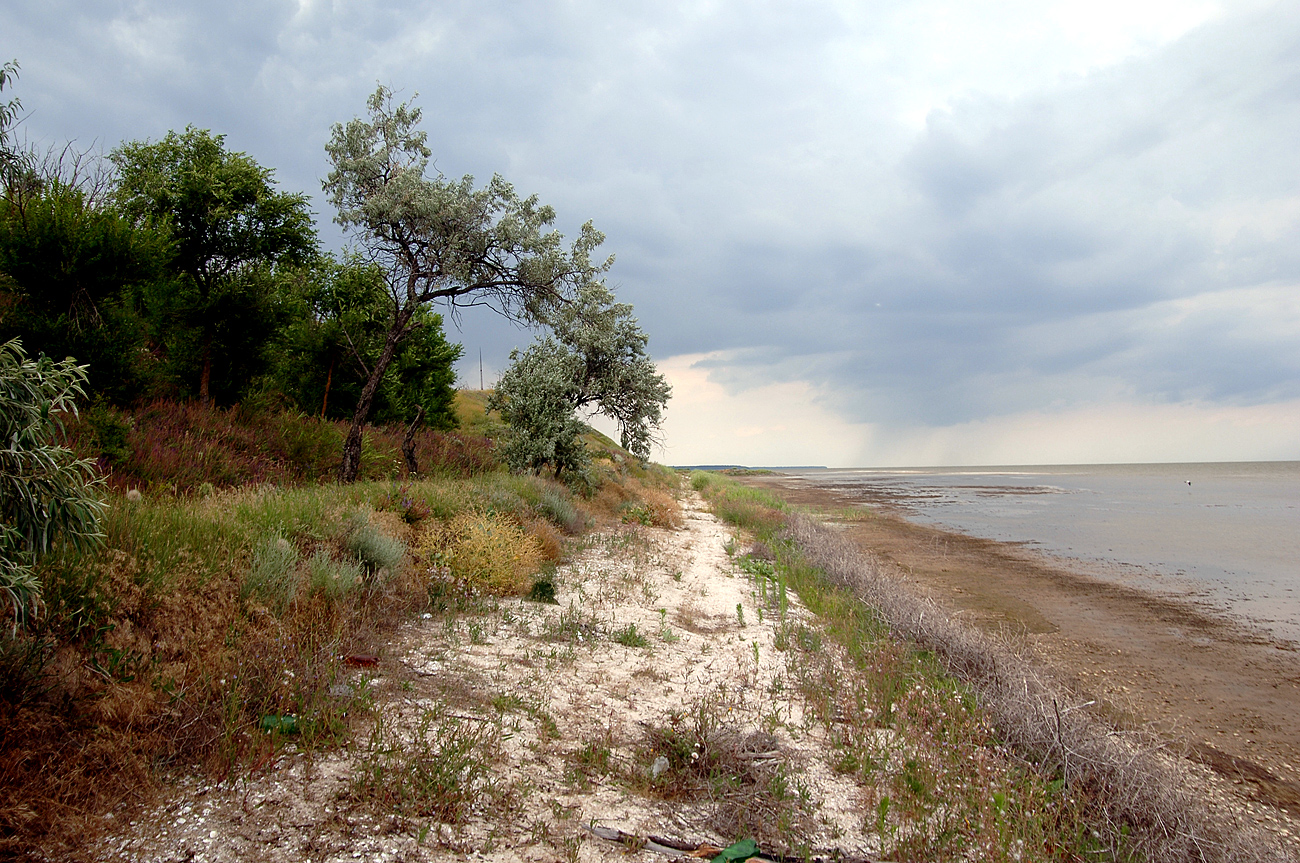
莫洛奇内溺谷

46°32′N 35°19′E / 46.533°N 35.317°E
莫洛奇内溺谷（烏克蘭語：Молочний лиман），是烏克蘭莫洛奇納河的河口灣，位於該國東南部，由扎波羅熱州負責管轄，長35公里、寬10公里，面積168平方公里，最大水深3米，該湖經人工水道與亞速海相連，湖畔城鎮有基里利夫卡。